# Liquid Tension Experiment
Liquid Tension Experiment é um projeto paralelo iniciado em 1998 pelos integrantes da banda Dream Theater, com Mike Portnoy na bateria, John Petrucci na guitarra, Jordan Rudess (que na época da formação ainda não fazia parte do Dream Theater) nos teclados, e com a participação de Tony Levin (membro do King Crimson e músico de estúdio de Peter Gabriel e John Lennon, entre outros) no baixo.
Mike iniciou o projeto após a gravadora Magna Carta Records lhe dar autorização para montar o "projeto que quisesse". Convidou Tony por admirá-lo por seus trabalhos anteriores e Jordan por ter se encantado com suas habilidades quando ele concorreu à vaga de tecladista do Dream Theater em 1994, a qual ele recusou por não querer se comprometer com a banda naquele momento. John, por sua vez, não era sua escolha inicial porque ele queria fazer algo totalmente separado do Dream Theater, mas como não conseguiu arranjar nenhum outro guitarrista, acabou convidando o então colega de banda.
Foram lançados dois álbuns nesse projeto, o Liquid Tension Experiment 1 e o Liquid Tension Experiment 2.
Fizeram alguns concertos ao vivo em Nova Iorque, Filadélfia e Los Angeles.
Mike Portnoy em diversas entrevistas divulgou que não pretendem lançar um novo álbum, pois não faria sentido continuar com um projeto quando a maior parte dos integrantes são integrantes do Dream Theater. Entretanto, em comemoração aos dez anos do grupo em 2008, a banda se reuniu para alguns concertos.
Em 14 de dezembro de 2020, publicações simultâneas foram feitas em páginas de redes sociais pertencentes a Levin, Petrucci, Rudess e Portnoy, anunciando um terceiro álbum da banda, Liquid Tension Experiment 3, ainda a ser lançado.

## Formação
- Mike Portnoy (bateria e percussão)
- John Petrucci (guitarra)
- Jordan Rudess (teclados)
- Tony Levin (baixo e chapman stick)

## Discografia
- Liquid Tension Experiment (1998)
- Liquid Tension Experiment 2 (1999)
- Spontaneous Combustion (2007; como "Liquid Trio Experiment")
- When the Keyboard Breaks: Live in Chicago (2009)
- Liquid Tension Experiment 3 (2021)